# Фран-тирёры и партизаны
Фран-тирёры и партизаны (фр. Francs-tireurs et partisans français (FTPF), или обычно Francs-tireurs et partisans (FTP) — организация вооруженного сопротивления против немецко-фашистских оккупантов и режима Виши, созданная лидерами Коммунистической партии Франции во время Второй мировой войны. 
Коммунистическая партия Франции с началом Второй мировой войны сначала была нейтральной, следуя официальному мнению руководства Советского Союза о том, что война была борьбой между империалистами, но перешла к политике вооруженного сопротивления немецкой оккупации Франции после того, как Германия вторглась в Советский Союз в июне 1941 года. Были сформированы три группы, состоявшие из членов партии, молодых коммунистов и иностранных рабочих. В начале 1942 года они были объединены в ФТП, которая занималась диверсиями и убийствами оккупантов. ФТП стала наиболее организованной и наиболее эффективной из групп французского Сопротивления. В марте 1944 года, перед высадкой союзных войск в Нормандию, ФТП теоретически была объединена с другими группами Сопротивления во Французские внутренние силы, но фактически сохранила свою независимость до конца войны.
К 1944 году численность ФТП оценивалась в 100 000 человек. Во время кампании союзников в Нормандии ФТП провела многочисленые бои в центре и на юго-западе Франции против немецких войск. Руководители ФТП Альбер Узульяс (псевдоним «полковник Андре») и полковник Анри Роль-Танги спланировали и возглавили в августе 1944 года восстание в Париже, которое сыграло жизненно важную роль во время освобождения города. В октябре 1944 года отряды ФТП были распущены, а её члены вошли в состав регулярной армии.